# Gibilrossa
Gibilrossa è una piccola frazione collinare nota per la sua vista panoramica sita tra i comuni di Misilmeri e di Belmonte Mezzagno.

## Geografia
Gibilrossa è posta a circa 400 m; per la sua aria salubre e la temperatura fresca anche d'estate viene considerata un'interessante zona turistica, in particolare per i palermitani che vi hanno costruito la propria "seconda casa".
Il nome deriva dall'arabo جبل رأس (jabal raʾs) e vuol dire "prima montagna" con l'accezione di "principale montagna" o "grande montagna". Nei pressi si trovano Ciaculli e Croceverde-Giardina, entrambe borgate agricole di Palermo.

## Storia
I primi insediamenti della località di Gibilrossa sono probabilmente ascrivibili al VI secolo e cioè quando una serie di padri basiliani di rito orientale si insediarono in loco e vi costruirono un luogo di culto (successivamente divenuto il Santuario della Madonna di Gibilrossa). Il nome ad ogni modo sembra sia stato mutato due secoli più tardi con l'arrivo degli arabi che chiamarono la Montagna Grande Gebel-Ras, che significa appunto "Montagna-Capo", ovvero monte principale, da dove si origina la catena dei monti che circonda la Conca d'Oro di Palermo.
Riconquistata dai normanni nell'XI secolo, Gibilrossa si uniformò dapprima al Regno di Sicilia e poi a quello degli aragonesi e dei borbonici attraverso una serie di famiglie feudatarie che decisero le sorti del borgo.
La località di Gibilrossa è nota per essere stata utilizzata come "punto di appoggio" dalle truppe garibaldine guidate da Nino Bixio la sera precedente la presa di Palermo. Fu sempre in questa località che Giuseppe La Masa raccolse per l'occasione 4000 volontari a supporto dell'esercito di Garibaldi.
A tal proposito, è presente a Gibilrossa un obelisco in ricordo dell'impresa garibaldina progettato dall'architetto Giovan Battista Filippo Basile e eretto nel 1875; così come un'iscrizione sita nell'ex-convento (ormai cadente) nel quale Garibaldi passò la notte antecedente l'attacco.
L'obelisco, una volta molto elegante con la sua forma perfettamente piramidale, venne colpito da un fulmine che ne distrusse la punta alcune decine di anni fa e mal restaurato, col risultato di avere oggi una punta approssimativa e arrotondata, ma almeno dotata di parafulmine.

## Monumenti e luoghi d'interesse

### Architetture religiose

#### Santuario di Santa Maria di Gibilrossa

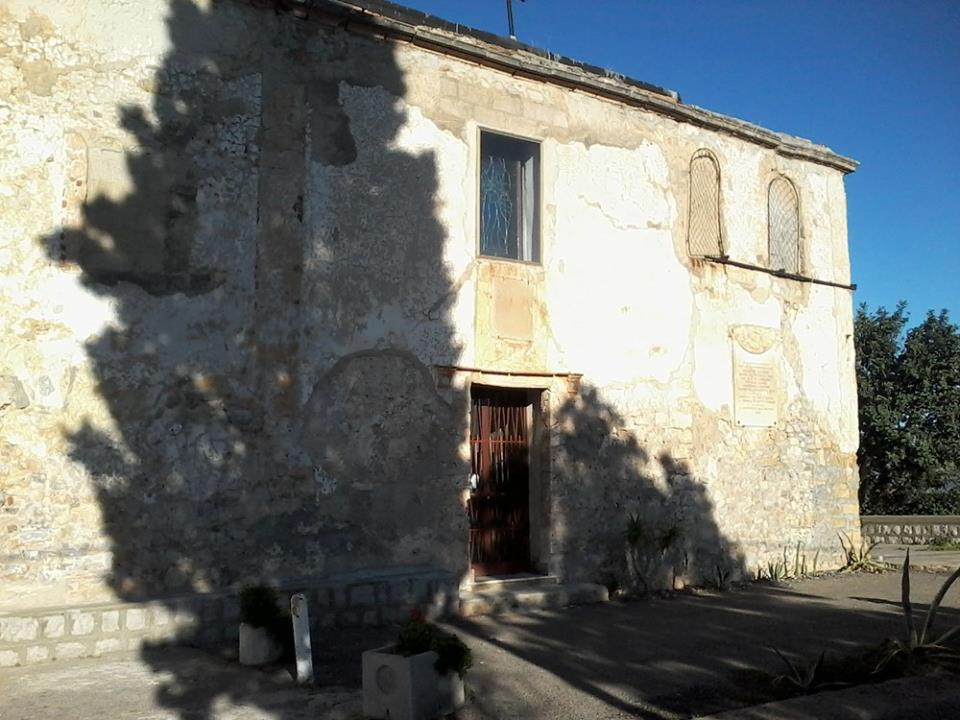
Il Santuario della Madonna di Gibilrossa

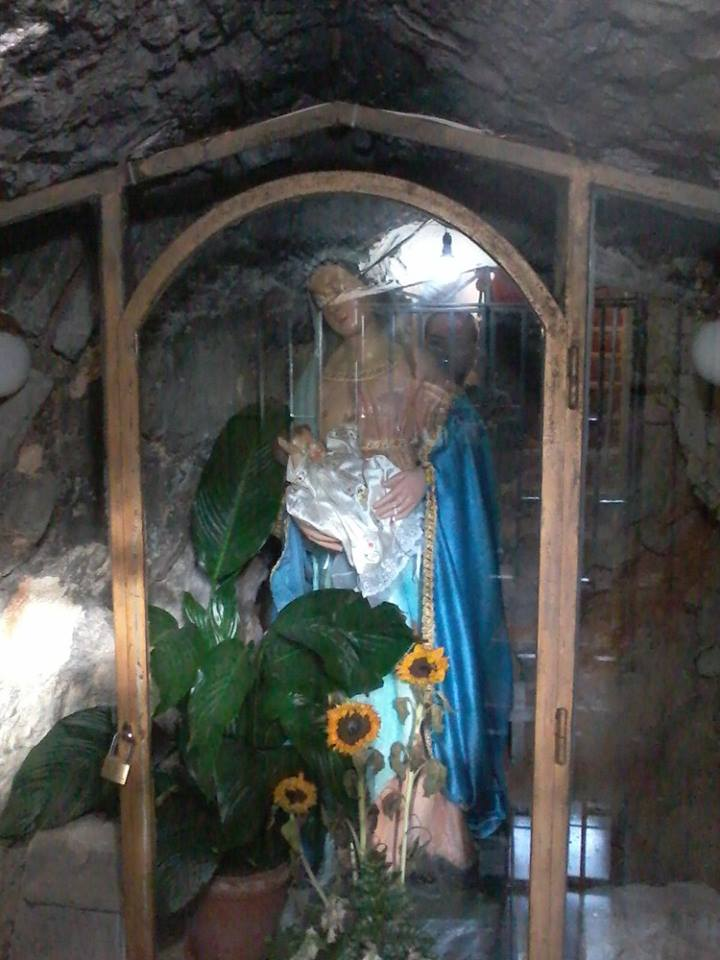
Immagine sacra conservata nel Santuario di Gibilrossa

Il santuario deve la propria fama a una preziosa icona bizantina dipinta su tavola e raffigurante la miracolosa Madonna Assunta. In realtà un primitivo luogo di culto in loco venne realizzato già nel VI secolo quando qui si insediò un gruppo di padri basiliani di rito orientale, i quali però vi rimasero sino all'anno 827 quando, con lo sbarco degli arabi a Mazara del Vallo, vennero costretti alla fuga in Calabria. Durante i successivi 250 anni il santuario rimase abbandonato e venne più volte saccheggiato sino alla riconquista normanna della Sicilia nel 1068 quando chiesa e convento di Gibilrossa vennero restaurati e restituiti al culto.
Alla furia musulmana era però sfuggito l'antico dipinto della Madonna Assunta che era stato nascosto nei sotterranei della chiesa di cui venne ripreso il culto. Il 15 agosto 1442 rappresenta una data significativa nella storia del santuario dal momento che in quel giorno avvenne un evento miracoloso: durante la messa cantata celebrata dal sacerdote locale, ai presenti apparve la figura del beato Pietro Geremia che indicò loro dove trovare i corpi di alcune sante Vergini trucidate anni prima durante l'invasione ottomana.
Nel 1593 il feudatario locale, Francesco II Del Bosco, donò la chiesa, il convento e le terre ad esso annesse ai padri francescani per assicurarvi stabilmente e regolarmente l'officio del culto. I francescani rimasero qui stabilmente sino al 1626 e nel 1628 il duca di Misilmeri decise di donare tutti i possedimenti ai Carmelitani che vi rimasero sino al 7 luglio 1866 quando lo stato italiano approvò la legge sull'eversione dell'asse ecclesiastico. La preziosa icona, che già era stata sostituita nel XVI secolo da una tela di Giampaolo Veronesi, venne inclusa nella galleria d'arte di palazzo Abbatellis dove tutt'oggi si trova, mentre il miracoloso crocifisso ligneo del Seicento venne trasferito alla chiesa locale di San Gaetano. 
Nel 1860, durante la campagna garibaldina, la chiesa ed il convento furono sede del quartiere generale dei “picciotti” che, al comando del generale Giuseppe La Masa, si accamparono a Gibilrossa, nell'attesa della venuta dei Mille di Giuseppe Garibaldi.

## Curiosità
- Il paese di Gibilrossa viene citato nel film Gli imbroglioni (1963), per la regia di Lucio Fulci, nello sketch con Franco Franchi e Ciccio Ingrassia. Nel medesimo film inoltre viene precisato che il paese di Gibilrossa sarebbe stato il "paese de Il Gattopardo", con riferimento all'omonima opera di Giuseppe Tomasi di Lampedusa, ma non vi è alcun riferimento storico o letterario alla vicenda.

## Galleria d'immagini

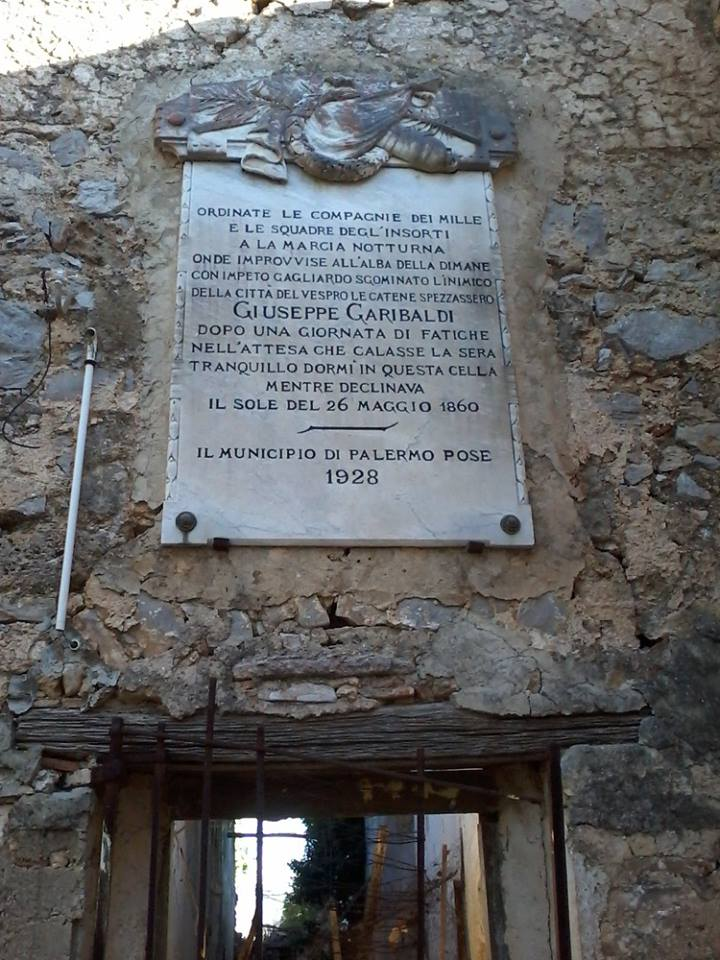
Lapide commemorativa a Giuseppe Garibaldi
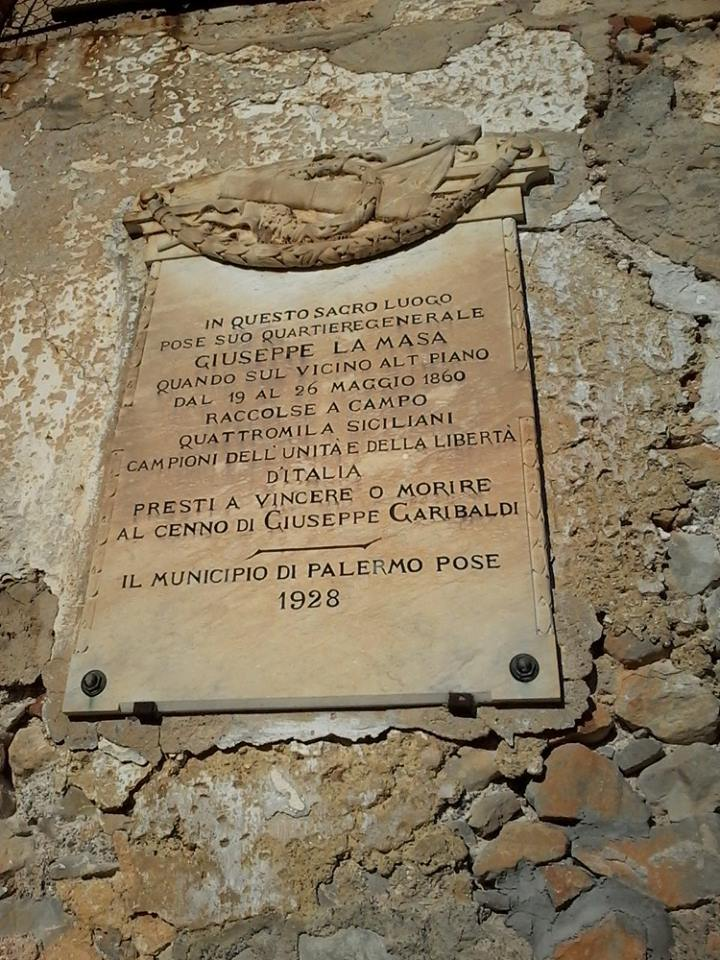
Lapide commemorativa a Giuseppe La Masa